# Francisco Cabrita Matias
Francisco Cabrita Matias (Paderne, 21 de fevereiro de 1928 — Lisboa, 20 de junho de 2003) foi um alto funcionário e político, ligado ao regime do Estado Novo, que, entre outras funções de relevo, foi o último governador civil do Distrito Autónomo de Angra do Heroísmo nomeado pelos govermos do Estado Novo, em funções entre 14 de abril de 1973 e 26 de abril de 1974.